# نيل فريدريكس
نيل فريدريكس (بالإنجليزية: Neal Fredericks)‏ هو مصور سينمائي أمريكي، ولد في 24 يوليو 1969 في شاطئ نيوبورت في الولايات المتحدة، وتوفي في 14 أغسطس 2004 في فلوريدا كيز في الولايات المتحدة.

## وصلات خارجية
- الموقع الرسمي
- نيل فريدريكس على موقع IMDb (الإنجليزية)
- نيل فريدريكس على موقع ألو سيني (الفرنسية)
- نيل فريدريكس على موقع أول موفي (الإنجليزية)
- نيل فريدريكس على موقع قاعدة بيانات الأفلام السويدية (السويدية)
- نيل فريدريكس على موقع قاعدة بيانات الفيلم (الإنجليزية)
- نيل فريدريكس على موقع كينوبويسك (الروسية)